# Hesperiidae
Hesperiidae са семейство дневни пеперуди. Те са широко разпространени и включват над 3500 вида класифицирани в около 550 рода.

## Описание
Представителите от това семейство са с различни размери. Предните криле са триъгълни, а задните овални. Основния цвят е оранжев или кафяв. Антенките са къси и леко извити. Главата е голяма като ширината ѝ е приблизително, колкото тази на гърдите. Гъсениците са сравнително къси, заострени отпред и отзад, с кръгла глава, покрита с малки косъмчета. Обикновено те живеят между листата на тревисти растения. Тук те и какавидират. Гъсениците на сиво-зелени с ръждивочервени следи. Главата е черна.

## Разпространение
Видовете са широко разпространени като най-голямото видово разнообразие е в Южна Америка. Един от най-разпространените европейски вид е Hesperia comma.

## Класификация
Днес са известни над 3500 вида пеперуди от това семействос. Класифицирани са в следните осем подсемейства:
- Coeliadinae – включва около 75 вида
- Euschemoninae
- Eudaminae
- Pyrginae – включва над 1000 вида
- Heteropterinae – включва около 150 вида
- Hesperiinae – включва около 2000 вида
- Megathyminae – включва 18 вида. Тук са класифицирани най-едрите представители.
- Trapezitinae – включва около 60 вида, представители на австралийската фауна.